# Aristarco de Samos
Aristarco de Samos (en griego antiguo: Ἀρίσταρχος ὁ Σάμιος, Arístarkhos ho Sámios; en latín: Aristarchus; c. 310 a. C.-c. 230 a. C.) fue un astrónomo y matemático griego, nacido en Samos, Grecia. Fue la primera persona conocida que propuso el modelo heliocéntrico del Sistema Solar, colocando el Sol, y no la Tierra, en el centro del universo conocido. Esta propuesta la hizo después de estudiar la distancia y el tamaño del Sol (determinó que el Sol era mucho más grande que la Tierra).
Aristarco fue uno de los muchos sabios que hizo uso de la emblemática Biblioteca de Alejandría, en la que se reunían las mentes más privilegiadas del mundo clásico.
Sus trabajos originales se perdieron probablemente en uno de los varios incendios que padeció la Biblioteca. Del modelo heliocéntrico de Aristarco sólo nos quedan las citas de Plutarco y Arquímedes.

## Heliocentrismo
En tiempos de Aristarco, la creencia obvia era pensar en un sistema geocéntrico. Los astrónomos de la época veían a los planetas y al Sol dar vueltas sobre nuestro cielo a diario. La Tierra, para muchos, debía encontrarse por ello en el centro de todo. Los planteamientos del reconocido Aristóteles, hechos unos pocos años antes, no dejaban lugar a dudas y venían a reforzar dicha hipótesis. La Tierra era el centro del universo y los planetas, el Sol, la Luna y las estrellas se encontraban en esferas fijas que giraban en torno a la Tierra. Pero existían ciertos problemas con tales afirmaciones.
Algunos planetas como Venus y, sobre todo, Marte, describen trayectorias errantes en el cielo, es decir, a veces se mueven hacia adelante y otras hacia atrás, lo cual está en flagrante contradicción con la tradición aristotélica, que decía que todos los movimientos y las formas del cielo eran círculos perfectos. Antes que Aristarco, Heráclides Póntico encontró una posible solución al problema al proponer que los planetas podrían orbitar alrededor del Sol y este a su vez alrededor de la Tierra. Esto ya fue un gran salto conceptual, pero aún era un modelo parcialmente geocéntrico.
El paradigma que dominaba era la teoría geocéntrica de Aristóteles desarrollada a fondo siglos más tarde por Ptolomeo. No fue hasta los trabajos de Copérnico, unos mil setecientos años más tarde, que empezó a plantearse el modelo heliocéntrico como una alternativa consistente.
El único trabajo de Aristarco que ha sobrevivido hasta el presente, De los tamaños y las distancias del Sol y de la Luna, se basa en una cosmovisión geocéntrica. Sabemos por citas, sin embargo, que Aristarco escribió otro libro en el cual avanzó una hipótesis alternativa del modelo heliocéntrico. Arquímedes escribió:

Tú, rey Gelón, estás enterado de que el universo es el nombre dado por la mayoría de los astrónomos a la esfera cuyo centro es el centro de la Tierra, mientras que su radio es igual a la línea recta que une el centro del Sol y el centro de la Tierra. Esta es la descripción común como la has oído de astrónomos. Pero Aristarco ha sacado un libro que consiste en ciertas hipótesis, en donde se afirma, como consecuencia de las suposiciones hechas, que el universo es muchas veces mayor que el universo recién mencionado. Sus hipótesis son que las estrellas fijas y el Sol permanecen inmóviles, que la Tierra gira alrededor del Sol en la circunferencia de un círculo, el Sol yace en el centro de la órbita, y que la esfera de las estrellas fijas, situada con casi igual centro que el Sol, es tan grande que el círculo en el cual él supone que la Tierra gira guarda tal proporción a la distancia de las estrellas fijas cuanto el centro de la esfera guarda a su superficie.

Aristarco creyó así que las estrellas estaban infinitamente lejos, y vio esto como la razón por la que no había paralaje visible, es decir, un movimiento observado de unas estrellas en relación con otras en tanto la Tierra se mueve alrededor del Sol. Las estrellas están, de hecho, mucho más lejanas de lo supuesto en la Antigüedad, y el paralaje estelar solamente es perceptible con los mejores telescopios. Pero el modelo geocéntrico fue elegido como una explicación más simple y mejor de la carencia de paralaje. El rechazo de la visión heliocéntrica era al parecer muy fuerte, como el pasaje siguiente de Plutarco sugiere (De facie in orbe Lunae, En la faz de la Luna, c. 6):

Cleantes, un contemporáneo de Aristarco, pensaba que era el deber de los griegos procesar a Aristarco de Samos con el cargo de impiedad por poner en movimiento el Hogar del universo (es decir, la Tierra) [...] suponiendo que el cielo permanece en reposo y la Tierra gira en un círculo oblicuo, mientras que rota, al mismo tiempo, sobre su propio eje.

Sin embargo, el profesor Lucio Russo afirma en su libro The forgotten Revolution (Springer Verlag) que el filólogo francés del siglo XVII Gilles Ménage, influenciado probablemente por la persecución a heliocentristas como Giordano Bruno o Galileo, tradujo erróneamente esta cita de Plutarco (cambiando un acusativo por un nominativo y viceversa), como demuestra el hecho de que todas las versiones anteriores a la traducción de Ménage, que es la que se difundió desde entonces, presentan los términos claramente invertidos: es Aristarco quien sugiere que Cleantes debe ser juzgado por impiedad y no al contrario. Este hecho, ya mencionado por Giacomo Leopardi en su Historia de la astronomía (1813), sugiere la necesidad de una reinterpretación de la recepción de las ideas de Aristarco.

## Distancia al Sol

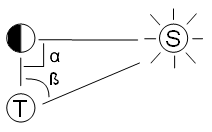
Como se ve en el diagrama adjunto, Aristarco calculó el ángulo entre el Sol y la Luna cuando esta se encontraba en el primero o último cuarto, es decir, cuando el ángulo α es de 90°. Entonces, midiendo β podía resolver el triángulo. Observó que la distancia Tierra-Sol era mucho mayor que la de Tierra-Luna y que, por consiguiente, el Sol tenía que ser mucho más grande (pues tanto el disco solar como el lunar tienen un diámetro aparente de unos 32 minutos de arco).

Aristarco argumentó que el Sol, la Luna y la Tierra forman un ángulo recto en el momento del cuarto creciente o menguante de la Luna. Estimó que el ángulo opuesto al cateto mayor era de 87°. Aunque utilizó una correcta geometría, los datos de observación eran inexactos, por lo que concluyó erróneamente que el Sol estaba 20 veces más lejos que la Luna, cuando en realidad está 400 veces más lejos. Precisó que dado que la Luna y el Sol tienen tamaños angulares aparentes casi iguales, sus diámetros deben estar en proporción con sus distancias a la Tierra. Concluyó así que el diámetro del Sol era 20 veces más grande que la Luna.

## Críticas de sus contemporáneos al movimiento de la Tierra
Esta nueva representación del sistema astronómico fue, en la Antigüedad, severamente criticada. La idea de que la Tierra se movía resultaba inaceptable y parecía estar en contradicción tanto con el sentido común, como con las observaciones cotidianas. Además la hipótesis se contraponía directamente a las doctrinas filosóficas clásicas aceptadas, según las cuales la Tierra debía tener un papel especial respecto de los demás cuerpos celestes, y su lugar debía ser el centro del Universo. Estos filósofos afirmaban, basándose en la teoría aristotélica, que los cuerpos pesados se mueven naturalmente hacia el centro de la Tierra. Otra implicación de la teoría de los movimientos naturales de Aristóteles era que el grave, una vez alcanzado su lugar natural, se detenía o paraba. Las consecuencias de esta teoría llegaba a conclusiones en parte verdaderas y en parte falsas. Se deducía, por ejemplo, que la Tierra debía tener forma esférica, pero también que la Tierra permanecía del todo inmóvil en el centro del Universo.
Los científicos antiguos se daban cuenta de que si la Tierra gira sobre su eje cada 24 horas, la velocidad de un punto dado sobre la superficie de la Tierra debe ser muy alta. ¿Cómo podrían, entonces, las nubes o los proyectiles que se desplazaban por el aire superar la velocidad y el movimiento de la Tierra? Nunca se podría realizar ningún movimiento hacia el Este porque la Tierra se adelantaría siempre.
El argumento principal de los astrónomos se basaba claramente en la fracasada observación del fenómeno del paralaje anual de las estrellas: si la Tierra gira alrededor del Sol, debería haber algunas variaciones en las posiciones relativas de las estrellas, observadas desde diferentes puntos de la órbita terrestre. Si las cosas eran como Aristarco afirmaba, debía verificarse un desplazamiento de las estrellas fijas en el curso de un año, pero los astrónomos griegos no habían notado nada parecido en sus observaciones. Este hecho podía explicarse de dos formas:
1. la Tierra no gira alrededor del Sol;
2. la Tierra gira alrededor del Sol, pero las estrellas están tan lejos que el desplazamiento es tan pequeño que no puede ser apreciado a simple vista.

Sabemos hoy que la segunda explicación era la correcta. Pero empleando los mejores instrumentos para observar las estrellas, el paralaje estelar anual no pudo ser descubierto hasta 1838 con las investigaciones de Bessel.
Es cierto que Aristarco no debió ser el único que creía en su hipótesis, pero en los textos antiguos se han borrado los nombres de sus sacrílegos seguidores. Al único al que se recuerda es a Seleuco, un astrónomo babilonio, que vivió un siglo después de Aristarco y que retomó la teoría heliocéntrica con bases argumentadas.

## Eponimia
- El cráter lunar Aristarchus lleva este nombre en su memoria.[12]
- El asteroide Aristarco ((3999) Aristarchus) también conmemora su nombre.[13]